# استرخاء طولي

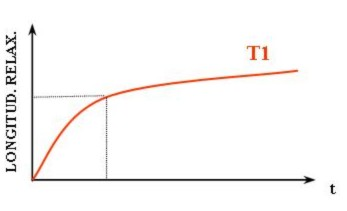

الاسترخاء الطولي خلال استخدام تقنية الرنين المغناطيسي في التصوير الطبي، تحدث عملية الاسترخاء (بالإنجليزية: spin-lattice relaxation) وتسمى أيضًا (بالإنجليزية: Longitudinal relaxation) وهي الآلية التي تصل فيها مركبة العزم المغناطيسي الكلي الموازية للمجال المغناطيسي الثابت إلى مرحلة الراحة، بحيث تفقد الطاقة المكتسبة وتنتقل من حالة عدم الاتزان إلى اتزان ديناميكي حراري مع محيطها، وتتميز بثابت زمني يعرف بT1.
يوجد نوعان من الاسترخاء، الاسترخاء الطولي والاسترخاء المستعرض الذي يتعلق باسترخاء المركبات المتعامدة مع المجال المغناطيسي الخارجي (T2). قياس الثابت الزمني لكلا النوعين (T1&T2) هو الأساس لبعض تقنيات التصوير بالرنين المغناطيسي.

## الفيزياء النووية
يصف الثابت الزمني T1 المعدل الذي تعود فيه المركبة Mz نحو توازنها الديناميكي الحراري.وفقًا للمعادلة التالية:
{\displaystyle M_{z}(t)=M_{z,\mathrm {eq} }-\left[M_{z,\mathrm {eq} }-M_{z}(0)\right]e^{-t/T_{1}}}
أو يمكن استخدام المعادلة التالية:
{\displaystyle M_{z}(0)=-M_{z,\mathrm {eq} }}
{\displaystyle M_{z}(t)=M_{z,\mathrm {eq} }\left(1-2e^{-t/T_{1}}\right)}
وبالتالي، فإن هذا الوقت الذي تستغرقه المغنطة الطولية لأستعادة ما يقارب 63% [1-(1/هـ)] من القيمة الاصلية بعد تعرضها لموجة تردد راديوي بمقدار 90 درجة.
توجد النواة داخل بنية جزيئية وهي في حركة دورانية واهتزازية ثابتة، مما يخلق مجالًا مغناطيسيًا معقدًا. يعرف المجال المغناطيسي الناتج عن الحركة الحرارية للنوى داخل الشبكة بمجال الشبكة (lattice field). يمكن ان يتفاعل مجال الشبكة وهو في حالة الطاقة القليلة مع النواة في مستوى طاقة اعلى بحيث يسبب توزع طاقة حالة الطاقة الأعلى نفسها بين النواتين. لذلك يتم تبديد الطاقة التي اكتسبتها النوى من اشعة الراديو  (RF pulse) مع زيادة الاهتزاز والدوران داخل الشبكة والتي يمكن ان تزيد قليلًا من درجة حرارة العينة.
يرجع اسم الاسترخاء الطولي (Longtiudinal relaxation) إلى العملية التي تعطي فيها النواة ذات الحركة الغزلية الطاقة التي حصلت عليها من اشعة الراديو إلى الشبكة المحيطة وبالتالي استعادة حالة التوازن. تحدث نفس العملية بعد تغيير طاقة النوى ذات الحركة الغزلية عن طريق تغيير المجال المغناطيسي الثابت المحيط أو إذا تم تحقيق حالة عدم اتزان بوسائل أخرى (على سبيل المثال، الاستقطاب بواسطة الضخ البصري).
يعتمد وقت الاسترخاء T1 على نسبة العزم المغناطيسي إلى العزم الدوراني للنواة (بالإنجليزية:gyromagnetic ratio) وعلى حركة الشبكة (بالإنجليزية:mobility of lattice).مع زيادة الحركة، تزداد الترددات الاهتزازية والتناوبية مما يجعل من الأرجح ان يكون أحد مكونات مجال الشبكة قادرًا على تحفيز الانتقال من مستوى طاقة عالي إلى مستوى طاقة منخفض. أما في التنقلات العالية ينخفض الاحتمال لأن الترددات الاهتزازية والتناوبية لم تعد تتوافق مع فجوة الطاقة بين الحالات.

## صور الزمن الأول الموزونة
يتم استخدام البروتونات لتكوين الصور، حيث يتم تحفيزها باستخدام اشعة راديوية بتردد مناسب ثم يتم اطلاق الكمية الزائدة من الطاقة على شكل كمية ضئيلة من الحرارة إلى المناطق المحيطة وتعود الانوية ذات الحركة المغزلية إلى توازنها الحراري. يتم التعبير عن عملية فقد الطاقة المكتسبة وعودة الانوية إلى الحد الادنى من الطاقة بأقتران أسي يتميز بثابت زمني T1.
يتم الحصول على صورة الزمن الأول الموزونة عن طريق تحديد وقت تكرار قصير TR (اقل من 750 مللي ثانية) ووقت صدى قصير (اقل من 40 مللي ثانية). بينما صدى التدرج يمكن الحصول عليها باستخدام زوايا قلب أكبر من 50 درجة اثناء تعيين قيم وقت الصدى على اقل من 15 مللي ثانية.
يختلف T1 بشكل كبير بين المادة الرمادية والمادة البيضاء عند إجراء مسح للدماغ وايضًا يوجد تباين قوي بين الهياكل التشريحية السائلة والأكثر صلابة مما يجعل التباين في T1 مناسبًا للتقييم المورفولوجي للتشريح الطبيعي أو المرضي. (على سبيل المثال للتطبيقات العضلية الهيكلية